# Polski Standard Płatności
Polski Standard Płatności (PSP) - polskie przedsiębiorstwo odpowiedzialne za rozwój systemu płatności BLIK, założone 13 stycznia 2014 z inicjatywy 6 banków: Alior Banku, Banku Millennium, Banku Zachodniego WBK, ING Banku Śląskiego, mBanku i PKO Banku Polskiego.

## Historia
- 13 stycznia 2014 zarejestrowano w KRS spółkę Polski Standard Płatności[3]
- 2014 r. Narodowy Bank Polski wydał zgodę na prowadzenie systemu płatności Blik przez PSP[4]
- 11 sierpnia 2022 PSP przejął 100 proc. udziałów Viamo, działającego od 2013 r. słowackiego operatora płatności P2P, prowadzącego także płatności dla firm na bazie kodów QR i linków[5]
- 29 stycznia 2024 PSP zostało zarejestrowane w KRS jako spółka akcyjna[6]. Osobny artykuł: Blik (system płatności).